# L'Arbre-monde
 (17 août 2025).
Motif : synopsis incompréhensible et confus
L'Arbre-monde (titre original : The Overstory) est le douzième roman de l'écrivain américain Richard Powers, paru aux éditions W. W. Norton & Company le 3 avril 2018 et publié dans sa traduction en français le 6 septembre 2018 aux éditions du Cherche midi. Le roman reçoit le prix Pulitzer de la fiction 2019.
En 2021, paraît la suite de L'Arbre-monde, intitulée Sidérations (Bewilderment).

## Résumé
Olivia est restée morte soixante-dix secondes. De cette expérience de mort imminente, sa vie est transformée, elle sait que de gigantesques sentinelles vivantes savent qui elle est. Ces présences guident à peu près sa vie : quitter les études et la ville, partir en voiture (vers l'Indiana), observer d'éventuels signes. Nick, revenu de ses exploits et illusions de replanteur, à 35 ans, redécouvre ses dessins de jeunesse et l'album-photo du châtaignier-sentinelle. Neelay, corps de gargouille, et reine des abeilles[Quoi ?] de la Compagnie Sempervirens, avec ses équipes, continue à développer des jeux de rôle informatiques : Les Prophéties sylvestres, Les Nouvelles Prophéties Sylvestres, La Révélation sylvestre, Destinée.
Nick et Olivia, Veilleur et Cheveu de Vénus[Quoi ?], participent dans les forêts de la côte perdue californienne, à une action non-violente de la Force de Défense de la Vie (FDV), dirigée par Moses et Mère N, contre la déforestation industrielle du dernier reste de forêt primaire. Patricia, retrouvée[pas clair], secondée par Dennis, publie Le Salut de la forêt, redéfinit une nouvelle sylvologie et rend hommage au délire d'idées et de solutions des forêts, à l'image de Vieux Tjikko. Veilleur et Cheveu de Vénus se retrouvent, pour la défense des immobiles irréprochables, à squatter, et vivre, à 70 mètres de hauteur, le séquoia géant Mimas (allusion au Mimas de la mythologie grecque antique), Arbre-Monde, Yggdrasil (p. 281). Adam, pour sa thèse sur la psychologie des activistes écologistes, leur rend visite. Ray, victime d'une attaque cérébrale, grabataire, commence à comprendre les atouts de l'immobilité, avec et malgré Dorothy et son amant Alan.
L'action suivante, Bio Région libre de Cascadie, entraîne Adam (Je suis Érable) et enfin un Amérindien, un vieux klamath. La dernière action (p. 366-375), dans la Forêt nationale de Bitterroot (Montana), réunit Olivia, Douglas, Adam, Nick et Mimi, Mûrier, Érable, Veilleur... et se termine mal. Le groupe éclate, comme prévu.
De Santa Clara (Californie), Neelay continue à développer des mondes : Destiny 2 jusqu'à Destiny 8, en ligne, avec un succès grandissant et une addiction certaine. Mais son équipe (Kaltov, Rasha, Robinson, Nguyen, Boehm) refuse de le suivre dans le projet suivant. 
Un article de journal Chronologie de l'éco-terrorisme (1980-1999) revendique le nouveau millénaire : nouvelles technologies, nouvelles idéologies, nouvelles indignations, Manifestations de 1999 à Seattle, Attentats du 11 septembre 2001, Occupy Wall Street. Douglas est gardien d'hiver, Adam est enseignant de psychologie à l'université, Mimi est reconvertie en Judith Hanson, psychologue atypique, mais la police continue à rechercher les coupables de certains attentats, et la justice à en condamner quelques-uns.
L'assistante IA de Neelay, chargée de surveiller les informations sur l'intelligence de la forêt, les réseaux fongiques, Patricia Westerford, "La Forêt secrète" (de Jennie Baker) lui conseille Paroles d'air et de lumière.
Mimi et Neelay, sans se connaître, assistent au colloque Réparer la maison, le dernier de Patricia, Madame Noé, la seule à avoir quitté les États-Unis, à avoir parcouru la planète, à rechercher, reconnaître, communiquer, sur les bienfaits des forêts, les arbres donateurs. 
La dernière partie, Graines, revendique le droit à l'émerveillement et à la légitime défense : que le combat continue pour la planète !

## Personnages
La famille de Nicholas Hoel, Nick, d'origine norvégienne et irlandaise, a créé une ferme en Iowa, île perdue dans une mer herbeuse, avec un arbre-sentinelle, un châtaignier d'Amérique, rescapé de tous les parasites et de toutes les maladies, et qui a été photographié le vingt de chaque mois de 1903 à 1979. Nick se plaît surtout à dessiner.
Ma Sih Hsuin a débarqué de Shanghai (Chine) en 1948 à San Francisco, avec une bourse d'études, et une idée de mûrier, trois bagues de jade et un manuscrit ancien bouddhiste. De ses trois filles, Mimi Ma devient ingénieure céramiste, et hérite du manuscrit.
Adam Appich, né en 1963, est d'une famille, dont les cinq enfants ont eu un arbre dédié planté à leur naissance : orme, frêne, érable, noyer, ostryer. L'enfant atypique finit par s'inscrire en psychologie.
Ray Brickman, avocat en propriété intellectuelle, et Dorothy Cazaly, sténographe, se prennent tardivement d'amour pour la nature, dont un châtaignier.
Douglas Pavlicek, orphelin, participe à l'Expérience de Stanford (1971), étude universitaire de psychologie sociale (enfermement durable en prison). Le prisonnier 571, une fois libéré, s'engage ensuite au Laos-Thaïlande, dans le transport aérien de matériel militaire. Au bout de quatre ans, son appareil est abattu, il est sauvé en tombant sur/dans un banian, mais, la jambe endommagée, il est renvoyé au pays. Il vagabonde ensuite, observe les dégâts de la déforestation, et passe huit années à replanter 50 000 douglas.
Neelay Mehta vit à San José. Son père, diplômé en physique des solides, d'origine indienne (Gujarat), adepte de Vishnou, et admirateur du pipal (figuier géant, ou figuier des pagodes), offre à son fils (de sept ans) un microprocesseur : ils le montent, et développent un ordinateur. À treize ans, Neelay tombe d'un chêne vert, le dos fracassé. En fauteuil roulant, il poursuit des études, et travaille bénévolement à des jeux vidéo , gratuits, appréciés, plagiés : multiplier l'arborescence des possibles, inventer des mondes. Il trouve sa voie grâce à un arboretum.
Patricia Westerford, née vers 1950, est botaniste, biologiste, thésarde en dendrologie. Son père, conseiller en agriculture, a formé à la botanique sa fille malentendante, malparlante, mal appréciée. Il lui offre, pour ses quatorze ans, une version adaptée des Métamorphoses d'Ovide. Patty-la-Plante, devenue Pat Westerford, docteur en botanique, étudie l'érable à sucre et conclut que le comportement biochimique des arbres individuels ne prend sens que si on les envisage comme les membres d'une communauté (p. 143). Cela suffit pour la discréditer, la faire fuir, découvrir Thoreau : on la retrouve obscure garde forestière, isolée et heureuse, à étudier les interactions forestières...
Olivia Vandergriff va terminer ses études d'actuaire. Elle habite une pension sur Cedar Avenue. Le 12 décembre 1989, elle sort de la douche, s'électrocute à sa lampe de chevet, et meurt...

## Thématiques
Selon Elinor Ostrom (1933-2012, Prix de la Banque de Suède en sciences économiques en mémoire d'Alfred Nobel 2009), les communs sont des ressources partagées et maintenues collectivement par une communauté, à gérer en commun. Tous les personnages fonctionnent finalement dans cette direction. Ray ne croit pas au début que l'arbre doive être doté d'un statut spécifique, mais à la fin affirme que le combat écologique des activistes condamnés à de lourdes peines de prison relève de la légitime défense. C'est ce que fait Neelay dans le domaine des jeux de rôle informatiques en accès et en développement libres : arborescence, arbre des possibles.
Le livre développe, à sa manière romancée, les idées d'éthique de l'environnement, de service écosystémique, un peu dans l'esprit de l'évaluation des écosystèmes pour le millénaire, surtout dans le domaine des végétaux (et des champignons). La gestion durable des forêts est un des piliers de l'écologie, de l'écologisme, de la défense de l'environnement, du biocentrisme, des droits de la nature, de l'anthropocène.

## Accueil critique
Les rares critiques francophones sont plutôt favorables,. Christine Ferniot de Télérama souligne « l'enthousiasme poétique » de l'auteur « à nous entrainer dans le pays de la littérature jusqu’à « brouiller la frontière entre deux molécules presque identiques, la chlorophylle et l’hémoglobine ».
- Dernière sélection du Man Prix Booker 2018
- Grand Prix de Littérature Américaine (en) 2018
- Quatrième place sur la Liste mensuelle des meilleurs livres de la SWR (de) novembre 2018
- Dernière sélection du PEN/Jean Stein Book Award (en) 2019
- Prix Pulitzer de la fiction 2019
- Prix des libraires Payot 2019 (littérature traduite)

## Éditions
- (en) The Overstory, éditions W. W. Norton & Company, 2018,  (ISBN 9780393635522)
- Le Cherche midi, trad. Serge Chauvin, 2018,  (ISBN 978-2749158273)
- 10/18, 2019,  (ISBN 978-2-264-07443-0)